# Horst Schütz
Horst Schütz (født 8. maj 1951 i Kandel) er en tysk forhenværende cykelrytter. Hans foretrukne disciplin var banecykling, hvor han har vundet guldmedaljer ved VM og nationale mesterskaber. Han havde også en mindre karriere på landevej.
Han stillede til start i 126 seksdagesløb, hvor det blev til fire sejre. Ved Københavns seksdagesløb er det kun blevet til én tredjeplads i 1980 sammen med makker Roman Hermann.